# Nanty-Glo
Nanty Glo és una població dels Estats Units a l'estat de Pennsilvània. Segons el cens del 2000 tenia 3.054 habitants.

## Demografia
Segons el cens del 2000, Nanty Glo tenia 3.054 habitants, 1.272 habitatges, i 856 famílies. La densitat de població era de 644,3 habitants/km².
Dels 1.272 habitatges en un 25,9% hi vivien nens de menys de 18 anys, en un 50% hi vivien parelles casades, en un 13% dones solteres, i en un 32,7% no eren unitats familiars. En el 29,9% dels habitatges hi vivien persones soles el 18,4% de les quals corresponia a persones de 65 anys o més que vivien soles. El nombre mitjà de persones vivint en cada habitatge era de 2,39 i el nombre mitjà de persones que vivien en cada família era de 2,95.
Per edats la població es repartia de la següent manera: un 21,4% tenia menys de 18 anys, un 7,8% entre 18 i 24, un 25,1% entre 25 i 44, un 24,3% de 45 a 60 i un 21,3% 65 anys o més.
L'edat mediana era de 42 anys. Per cada 100 dones de 18 o més anys hi havia 84 homes.
La renda mediana per habitatge era de 25.500 $ i la renda mediana per família de 37.727 $. Els homes tenien una renda mediana de 30.192 $ mentre que les dones 20.302 $. La renda per capita de la població era de 14.184 $. Entorn de l'11,3% de les famílies i el 13,8% de la població estaven per davall del llindar de pobresa.

## Poblacions més properes
El següent diagrama mostra les poblacions més properes.